# Bufferbloat
Bufferbloat é a alta latência em redes com comutação de pacotes causada pelo excesso de buffering de pacotes. O bufferbloat também pode causar variação de atraso de pacotes (também conhecido como jitter), além de reduzir a taxa de transferência global da rede. Quando um roteador ou switch está configurado para usar buffers excessivamente grandes, mesmo as redes de alta velocidade podem tornar-se praticamente inutilizáveis para muitas aplicações interativas, como VoIP, jogos on-line e até navegação na web.
Alguns fabricantes de equipamentos de comunicação colocaram buffers excessivamente grandes em alguns de seus produtos de rede. Em tal equipamento, o bufferbloat ocorre quando um link de rede fica congestionado, fazendo com que os pacotes fiquem enfileirados com buffer durante muito tempo. Em um FIFO, os buffers excessivamente grandes resultam em filas mais longas, com maior latência, e não melhoram o rendimento da rede.
O fenômeno do bufferbloat foi inicialmente descrito em 1985. Ganhou atenção mais ampla a partir de 2009.